# 응우옌응옥쿠에자
응우옌응옥쿠에자(베트남어: Nguyễn Ngọc Khuê Già / 阮玉珪珈 완옥규가, 1813년 8월 12일 ~ 1865년 4월 28일)는 응우옌 왕조의 황족이다. 민망 황제의 2번째 딸로, 생모는 현비(賢妃) 응오티찐이다. 본명은 응우옌응옥쯔엉자(베트남어: Nguyễn Ngọc Chương Già / 阮玉璋珈 완옥장가)였으나, 이후 티에우찌 황제의 시호인 장(章) 자를 피휘하여 개명하였다.

## 생애
자롱 12년 음력 7월 17일(1813년 8월 12일), 후에 황성에서 태어났다. 어릴 적부터 단정하고 예의가 있었다.
민망 14년(1833년), 양능백(良能伯) 응우옌반히에우(阮文孝)의 아들 응우옌반뚝(阮文肅)과 혼인하였다. 그와의 사이에서 아들 3명과 딸 3명을 두었다.
뜨득 7년(1854년), 안부공주(베트남어: An Phú Công chúa / 安富公主)로 봉해졌다.
뜨득 18년 음력 4월 4일(1865년 4월 28일), 사망하니 향년 53세였다. 시호를 정신(貞信)이라고 하였다.